# Bellesa revelada
La Bellesa revelada és un autoretrat en miniatura de l'artista dels Estats Units Sarah Goodridge, pintat el 1828 amb aquarel·les sobre un tros d'ivori. Representa els pits descoberts de l'artista envoltats per un tros de tela de color pàl·lid, té unes mides de 6,7 × 8 cm. Goodridge, tenia quaranta anys quan va acabar la miniatura, representa uns pits que semblen estar imbuïts d'un «equilibri, pal·lidesa, i flotabilitat» per l'harmonia de la llum, el color i l'equilibri. La tela pintada que els envolta aconsegueix centrar la visió de l'espectador en ells, amb el que s'aconsegueix que el cos hi sigui «esborrat» del pensament.
Goodridge va regalar el retrat a l'estadista Daniel Webster, que era possiblement, el seu amant, després de la mort de la seva esposa] ella va poder haver tingut la intenció de provocar-ho per aconseguir que es casés amb ella. Encara que Webster va contreure matrimoni amb una altra persona, la seva família va mantenir el retrat en propietat fins a la dècada de 1980, quan va ser subhastat a Christie's i adquirit per Gloria i Richard Manney el 1981. La parella va donar o va vendre les miniatures de la seva col·lecció d'art, incloent la Bellesa revelada, al Museu Metropolità d'Art de Nova York l'any 2006.

## Descripció i context
Bellesa revelada és un autoretrat realitzat per Sarah Goodridge, que es representa amb els pits al descobert, mugrons rosats, i una piga o també nomenada «marca de bellesa». Estan pintats amb una gradació de color, donant un efecte tridimensional. Encara que Goodridge tenia quaranta anys quan va pintar aquesta miniatura, d'acord amb el crític d'art Chris Packard els seus pits semblen més joves, amb un «equilibri, pal·lidesa, i flotabilitat», que està imbuïda parcialment per l'harmonia de la llum, el color, i l'equilibri. Els pits estan emmarcats per un remolí de tela de color pàl·lida, que reflecteix la llum.
Els 6,7 × 8 cm de pintura, originàriament havien estat instal·lats en un suport de paper que tenia la data «1828» en el revers. El treball és una pintura d'aquarel·la sobre ivori, prou prima perquè la llum brilli a través i, per tant, permetre que els pits representats tinguin «resplendor». Aquest medi era comú per a les miniatures americanes, però en aquest cas també va servir com un símil per a la carn presentada sobre l'ivori.
L'obra es va finalitzar durant un període de gran popularitat dels retrats en miniatura, un medi que havia estat introduït als Estats Units a la fi del segle xviii. En el moment en què Goodridge va completar el seu autoretrat, estaven augmentant en complexitat i vivesa. L'Heilbrunn Timeline of Art History descriu la Bellesa revelada com un joc de les «miniatures d'ulls» que eren aleshores populars com a mostres d'afecte a Anglaterra i França, però no comú als Estats Units. Aquestes miniatures d'ulls, permetia portar retrats d'éssers benvolguts, pels seus pretendents, sense revelar la identitat dels retratats.

## Història
Goodridge va ser una prolífica artista a Boston en els retrats de miniatures que havia estudiat amb Gilbert Stuart i Elkanah Tisdale. Va tenir una amistat llarga amb Daniel Webster, un polític que va ser senador de Massachusetts el 1827. Webster li va enviar més de quaranta cartes entre el 1827 i el1851, i amb el temps, els seus escrits per a ella es van fer cada vegada més familiars; les seves últimes cartes estaven dirigides a "«La meva benvolguda i bona amiga»", que estava fora de l'expressió normal en aquella època. Ella, d'altra banda, li va pintar més d'una dotzena de vegades, i va deixar la seva ciutat natal de Boston per visitar-ho a Washington DC, almenys, dues vegades, una vegada el 1828 després de la mort de la seva primera esposa i novament el 1841-1842, quan Webster es va separar de la seva segona esposa.
L'artista va completar Bellesa revelada el 1828, probablement de copiant-se d'un mirall. Diversos treballs han estat citats com a possibles fonts d'inspiració, entre ells el de John Vanderlyn Ariadna adormida en l'illa de Naxos, i d'Horatio Greenough l'escultura de Venus Victrix. La pintora va enviar el seu retrat a Webster quan es va quedar vidu, i, d'acord amb el seu format de miniatura, és probable que ho destinés únicament per «als seus ulls». El crític d'art dels Estats Units John Updike suggereix que ho va concebre l'artista per oferir-se a Webster; va escriure que els pits nus semblen dir «Són seus per prendre, en tota la seva bellesa d'ivori, amb la tendresa dels seus mugrons puntejats». Tanmateix, Webster es va casar amb una altra dona més rica.
Després de la mort de Webster, l'obra va continuar estant propietat de la seva família, juntament amb un altre autoretrat que Goodridge l'havia enviat. La pintura va ser finalment subhastada a través de la sala Christie's, amb un preu de sortida de 15.000 dòlars, i va estar situada a l'Alexander Gallery de Nova York a la fi d'aquest any, abans d'ésser comprada pels col·leccionistes de Nova York Gloria Manney i el seu marit Richard. La parella va incloure la miniatura en l'exposició «Tokens of Affection: The Portrait Miniature in America» el 1991, que va recórrer el Museu Metropolità d'Art (MET) de Nova York, el Smithsonian American Art Museum a Washington DC i l'Institut d'Art de Chicago.
L'obra va ser un dels més de tres-cents retrats en miniatura compilats per la parella col·leccionista, que es van donar al MET el 2006, com a part d'un contracte de regal / compra de la seva col·lecció. Carrie Rebora Barratt i Lori Zabar del Met descriuen l'autoretrat de Goodridge com la més convincent de les miniatures "«estranyes i meravelloses»" realitzades per artistes de menor importància de la col·lecció. Dos anys més tard, Bellesa revelada va ser inclosa en una exposició retrospectiva, The Philippe de Montebello Years: Curators Celebrate Three Decades of Acquisitions, que van exhibir obres adquirides sota el mandat del director del Museu Metropolità d'Art, Philippe de Montebello en jubilar-se. Holland Cotter del The New York Times va destacar l'autoretrat de Goodridge, i el va descriure com «notable». Al 2009, els autors Jane Kamensky i Jill Lepore es van inspirar en Bellesa revelada per a la seva novel·la Blindspot-així com d'altres quadres, per exemple, Noi amb un esquirol de John Singleton Copley.

## Anàlisi
L'historiador d'art Dale Johnson descriu la Bellesa revelada com «sorprenentment realista», demostratiu de la capacitat de Goodridge per retratar les llums i ombres matisades. Va utilitzar el puntejat i el ratllat en la creació de la pintura per aconseguir la seva delicadesa. Els escriptors de la revista Antiguitats el 2012, Randall L. Holton i Charles A. Gilday, van dir que la pintura continuava representant alguna cosa que evoca una «esgarrifança de la possibilitat eròtica».
Packard va escriure que la pintura va servir com una espècie de sinècdoque visual, que representa la totalitat de Goodridge mitjançant els seus pits. A diferència del autoretrat de 1845 i el no-erotitzat de 1830, es va trobar amb aquesta obra la «Goodridge d'avantguarda» i amb la seva «demanda d'atenció». Argumentant que la roba que envolta els pits serveix per indicar una actuació -similar a les cortines d'un vodevil-, Packard descriu els ulls de l'espectador que se centren en els pits, mentre que la resta del cos s'esborra. Això, va afirmar, va desafiar els estereotips sobre la dona del segle xix pudorosa, a sortir de casa seva.